# Скурко, Андрей Геннадьевич
Андре́й Генна́дьевич Скурко́  (род. 12 марта 1978, Кривичи, Мядельский район, Минская область, БССР, СССР) — белорусский журналист, редактор газеты «Наша Ніва», политический заключённый.

## Биография
Окончил филологический факультет Белорусского государственного университета по специальности «Белорусская филология». Автор «Нашей Нівы» с 1998 года, с 2000 года заместитель главного редактора. В 2006 году избран заместителем председателя Белорусского ПЕН-центра. Вышел из него 2019 году.
С 1 декабря 2006 года до 2017 года главный редактор еженедельника «Наша Ніва». После передачи полномочий Егору Мартиновичу стал руководителем отдела рекламы и маркетинга «Нашей Нівы» и сценаристом детского журнала «Асцярожна: дзеці!» издания.
8 июля 2021 года вместе с другими журналистами «Нашей Нівы» был арестован будто за организацию протестов. 12 июля 2021 года совместным заявлением десяти организаций, в том числе Правозащитного центра «Весна», Белорусской ассоциации журналистов, Белорусского Хельсинкского комитета, Белорусского ПЕН-центра, был признан политическим заключённым.
По окончании трёх суток ареста обвинение за подготовку протестов не было предъявлено, но задержание было продлено по ч. 2 ст. 216 УК РБ («Нанесение имущественного вреда без признаков хищения»). Правозащитный центр «Весна» сообщил, что редакторов «Нашей Нівы» держат в заключении будто за неоплату коммунальных услуг на сумму 3500 BYN. Всё время заключения в изоляторе на Окрестина редакторы «Нашей Нівы», как и другие политические заключённые, сидели без сменного белья, передач. Им не выдавали матрасы и постельное бельё, они спали на полу или голых металлических кроватях.
21 июля 2021 года переведён в СИЗО-1 Минска. Скурко, страдающий диабетом, 13 дней не получал необходимого, у него была диагностирована пневмония.
15 марта 2022 года Андрей Скурко и Егор Мартинович были приговорены к 2,5 годам колонии по делу о неуплате коммунальных услуг.

## Семья
Женат на Павлине Скурко. В браке есть сын.